# Dècada del 350

## Esdeveniments
- Fixació del Nadal el 25 de desembre
- Ús de l'estrep a la Xina
- Invasió dels huns en territori persa
- 355 - Els alamans saquegen llogarrets gals

## Personatges destacats
- Liberi I
- Sant Atanasi d'Alexandria